# La zorrita astuta
La zorrita astuta (título original en checo, Příhody lišky bystroušky, literalmente "Las aventuras de la zorra Orejas afiladas") es una ópera en tres actos con música y libreto en checo de Leoš Janáček. El libreto es del propio compositor y está basado en unas tiras de cómic de Rudolf Tešnohlídek y Stanislav Lolek, publicadas en Brno en el periódico Lidové noviny.

## Historia

### Composición
Cuando Janáček descubrió la tira cómica de Těsnohlídek y decidió transformarla en ópera, empezó a trabajar encontrándose con el autor y empezando un estudio de animales. Con esta comprensión de los personajes implicados, sus propios 70 años de experiencia vital y un amor constante y no recíproco hacia la más joven y casada Kamila Stösslová, comenzó a trabajar en esta ópera. Escribiendo su propio libreto, él se transformó en guardabosques y Kamila en la zorrita y Terynka. También transformó la tira, inicialmente cómica, en un reflejo filosófico del ciclo de la vida y la muerte al incluir la muerte de la zorrita. Como con otras óperas de compositores mayores, esta tardía ópera muestra un profundo conocimiento de la vida liderando una vuelta a la simplicidad.

### Representaciones
La ópera fue estrenada el 6 de noviembre de 1924 en Brno dirigida por František Neumann, con Ota Zítek como director y Eduard Milén como director de escena.
La ópera se estrenó en Italia en La Scala en 1958 con Mariella Adani en el rol titular. La obra fue representada por vez primera en Inglaterra por la compañía de ópera de Sadler's Wells (desde 1974 Ópera Nacional Inglesa) en 1961 - bajo la dirección artística de Colin Graham, con Colin Davis como director de orquesta, siendo el escenario y vestuario de Barry Kay.
Esta ópera sigue en el repertorio, aunque no está entre las más representadas; en las estadísticas de Operabase aparece la n.º 96 de las cien óperas más representadas en el período 2005-2010, siendo la 4.ª en la República Checa y la segunda de Janáček, con 39 representaciones.

## Personajes

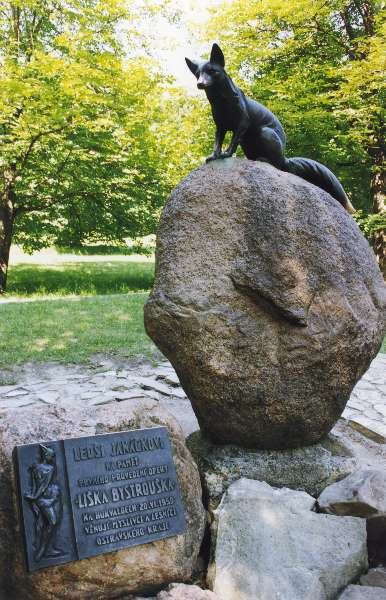
Monumento de Bystrouška, ópera de Janáček "La zorrita astuta" en Hukvaldy, la ciudad natal de Janáček

| Personaje                | Tesitura     | Elenco del estreno, 6 de noviembre de 1924 (Director: František Neumann) |
| ------------------------ | ------------ | ------------------------------------------------------------------------ |
| Tejón                    | bajo         |                                                                          |
| Bystrouška, la zorrita   | soprano      | Hana Hrdličková-Zavřelová                                                |
| Chocholka, la gallina    | soprano      |                                                                          |
| El gallo                 | soprano      |                                                                          |
| Niño grillo              | soprano      |                                                                          |
| El guardabosques         | barítono     | Arnold Flögl                                                             |
| Frantík                  | soprano      |                                                                          |
| Niño rana                | soprano      |                                                                          |
| Esposa del guardabosques | contralto    |                                                                          |
| Niño saltamontes         | soprano      |                                                                          |
| Harašta                  | bajo         | Ferdinand Pour                                                           |
| Arrendajo                | soprano      |                                                                          |
| Lapák el perro           | mezzosoprano | Marta Dobruská                                                           |
| Mosquito pequeño         | soprano      |                                                                          |
| Mosquito                 | tenor        |                                                                          |
| Sra. Páskova             | soprano      |                                                                          |
| Búho                     | contralto    |                                                                          |
| Pásek                    | tenor        | Bedřich Zavadil                                                          |
| Pepík                    | soprano      |                                                                          |
| Sacerdote                | bajo         |                                                                          |
| El profesor              | tenor        | Antonín Pelc                                                             |
| Pájaro carpintero        | contralto    |                                                                          |
| Joven niño Bystrouška    | soprano      |                                                                          |
| Zlatohřbítek, el zorro   | soprano      | Božena Snopková                                                          |

## Argumento

### Acto I
En el bosque, los animales y los insectos juegan y bailan. El guardabosque entra y se echa a sestear junto a un árbol. Una zorrita (normalmente el papel lo canta una chica joven), inquisitivamente persigue una rana hasta el sorprendido guardabosque que a la fuerza se lleva a la zorrita a casa como mascota. Pasa el tiempo (en la forma de un interludio orquestal) y vemos a la zorrita, ahora crecida hasta ser una adulta joven (y cantada por un soprano), atada en el patio del guardabosques con el conservador perro salchicha. Cansada de su vida encarcelada, la zorrita muerde la cuerda, ataca a las gallinas y salta por la valla hacia su libertad.

### Acto II
La zorrita entra en casa del tejón y lo echa. En la posada, el pastor, el guardabosques, el maestro y el profesor beben y hablan sobre el enamoramiento general por la joven gitana Terynka. El maestro de escuela borracho se marcha de la taberna y confunde un girasol detrás del cual está escondida la zorrita por Terynka y le confiesa su devoción. El guardabosques, también de camino a casa, ve a la zorrita y le pega dos tiros, haciéndola correr. Más tarde, la zorrita, al llegar a la edad adulta, encuentra un zorro joven, y se retiran a la casa del tejón. Un embarazo inesperado y un bosque lleno de criaturas cotillas exigen su matrimonio, con lo que acaba el acto.

### Acto III
El cazador Harasta se compromete con Terynka y está cazando preparándose para el matrimonio. Establece una trampa para zorros, del que se burlan las zorritas. Harasta, mirando desde la distancia, dispara y mata a la zorrita, lo que hace que sus hijos escapen corriendo. En la boda de Harasta, el guardabosques ve la piel de la zorrita, que Harasta entregó a Terynka como regalo de bodas, y huye al bosque para reflexionar. Regresa al lugar donde encontró a la zorrita, y se sienta junto al árbol, lamentando la pérdida tanto de la zorrita como de Terynka. Crece su dolor hasta que al final, justo como ocurrió al principio de la ópera, le salta una rana inesperadamente encima, nieto de aquella otra que saltó en el acto I. Esto asegura que el ciclo de muerte llevando a una nueva vida da a su corazón una profunda paz.

## Análisis musical
Es la ópera más ligera de Janáček, y a pesar de la muerte de la zorra en el último acto, se diferencia notablemente de las otras óperas del compositor como Jenůfa y Kátya Kabanová, que son serias de una forma brutal, ruda. Como en muchas de sus obras, la heroína representa a Kamila Stösslová, por quien Janáček sintió una larga pasión.
En La zorra astuta, el compositor se alejó del estilo conversacional de sus otras óperas, tanto anteriores, como posteriores, en favor de un estilo más folcklórico, pero al mismo tiempo más claro y transparente. En esta obra, el tono burlesco de comedia alterna con una cierta nostalgia, aunque todo ello se consigue gracias a la extraordinaria música, que normalmente se encuentra muy por encima de un libreto bastante poco efectivo desde el punto de vista teatral.
A petición de Janáček, la última escena de La zorra astuta fue interpretada en su funeral en 1928.

## Grabaciones

### Audio
| Año     | Elenco (Zorrita, Guardabosques, Profesor, Esposa del guardabosques, Sacerdote, Zorro)                             | Director, Teatro y orquesta                                                                          | Sello discográfico                                             |
| ------- | --- | --- | -------------------------------------------------------------- |
| 1957    | Hana Bohmová, Rudolf Asmus, Antonin Votava, Kveta Belanová, Vaclav Halir, Libuše Domanínská                       | Václav Neumann, Orquesta y coro del Teatro Nacional de Praga                                         | CD: Supraphon SU 39812 (en checo)                              |
| 1971-72 | Helena Tattermuschková, Zdenek Kroupa, Jan Hlavsa, Slavka Prochazkova, Dalibor Jedlicka, Eva Zikmundová           | Bohumil Gregor, Orquesta y coro del Teatro Nacional de Praga                                         | CD: Supraphon SU 3071-2 (en checo)                             |
| 1975    | Norma Burrowes, Benjamin Luxon, Bernard Dickerson, Enid Hartle, Robert Hoyem                                      | Raymond Leppard, Orquesta Filarmónica de Londres, Coro del Festival de Glyndebourne                  | Open Reel Tape - mr. tape 3734 (en inglés, grabación en vivo)  |
| 1977    | Eilene Hannan, Thomas Allen, Bernard Dickerson, Enid Hartle, Robert Hoyem                                         | Simon Rattle, Orquesta Filarmónica de Londres, Coro del Festival de Glyndebourne                     | CD: Oriel Music Society OMS 314 (en inglés)                    |
| 1979-80 | Magdaléna Hajóssyová, Richard Novák, Miroslav Frydlewicz, Helena Buldrová, Karel Prusa, Gabriela Beňačková        | Václav Neumann, Orquesta Filarmónica Checa, Coro Filarmónico Checo, Coro de niños de Kuhn            | CD: Supraphon 10 3471-2 612CDC (en checo)                      |
| 1981    | Helen Field, Phillip Joll, Nigel Douglas, Jennifer Rhys-Davies, Arthur Davies                                     | Richard Armstrong, Orquesta y coro de la Ópera Nacional Galesa                                       | CD: Oriel Music Society OMS 315 (en inglés, grabación en vivo) |
| 1981    | Lucia Popp, Dalibor Jedlicka, Vladimir Krejcik, Eva Zigmundova, Richard Novák, Eva Randová                        | Charles Mackerras, Filarmónica de Viena, Coro de la Ópera Estatal de Viena                           | CD: Decca (Londres) 417 129-2 (en checo)                       |
| 1990    | Lilian Watson, Thomas Allen, Robert Tear, Gillian Knight, Diana Montague                                          | Simon Rattle, Orquesta y coro de Covent Garden                                                       | CD: EMI CDS 7 54212 2 (en inglés)                              |
| 1999    | Livia Aghová, Ivan Kusnjer, Ludovít Ludha, Sonia de Amicis, Annette Jahns                                         | Zoltán Peskó, Orquesta y coro del Teatro de La Fenice de Venecia                                     | CD: Mondo Musica MFON 22251 (en checo)                         |
| 2002    | Yvette Bonner, Roman Nédélec, Olivier Dumait, Catriona Barr, Paul-Henry Vila, Petra Simkova                       | Alexander Briger, Academia Europea de Música                                                         | CD: Premiere Opera Ltd. CDNO 6172 (en checo)                   |
| 2003    | Margareta Klobucar, Peter Coleman-Wright, Stefan Margita, Ildikó Szönyi, Brian Bannatyne-Scott, Nataliya Kovalova | Vladimir Fedoseyev, Sinfónica de Viena, Coro de Cámara de Moscú y Coro de Niños Filarmónico de Praga | CD: VMS Musical Treasures VMS 137 (en checo)                   |
| 2003    | Jenny Ohlson, Rodney Clarke, Andrew Clarke, Matilda Paulsson, Joakim Schuster, Delphine Gillot                    | Charles Mackerras, Royal Academy of Music Sinfonia, Coro Royal Academy of Music Opera                | CD: Royal Academy of Music RAM 022 (en inglés)                 |
| 2007    | Lisa Saffer, Héctor Vásquez, Jon Kolbert, Jennifer Root, Bradley Garvin, Fiona Murphy                             | Patrick Summers, Orquesta y coro de la Houston Grand Opera                                           | CD: Live Opera Heaven C 3095 (en inglés, grabación en vivo)    |

### Vídeo
| Año  | Elenco (Zorrita, Guardabosques, Profesor, Esposa del guardabosques, Sacerdote, Zorro)                             | Director, Teatro y orquesta                                                                                                   | Sello discográfico                                                                           |
| ---- | --- | --- | -------------------------------------------------------------------------------------------- |
| 1965 | Irmgard Arnold, Rudolf Asmus, Werner Enders, Ruth Schob-Lipka, Josef Burgwinkler, Manfred Hopp                    | Václav Neumann, Ópera Cómica de Berlín                                                                                        | DVD (Video): Immortal Opera IMM 960001                                                       |
| 1983 | Gianna Rolandi, Richard Cross, John Lankston, Beverly Evans, Nadia Pelle                                          | Scott Bergeson, Orquesta y coro de la New York City Opera                                                                     | DVD (Video) - House of Opera DVDBB 1020 (en inglés)                                          |
| 1995 | Eva Jenis, Thomas Allen, Josef Hajna, Libuse Márová, Richard Novák, Hana (Hanna Esther) Minutillo                 | Charles Mackerras, Orquesta de París, Coro de Châtelet - Maîtrise des Hauts-de-Seine                                          | DVD (Video): RM Associates ID 5783 RADVD (EE. UU.) ArtHaus Musik 100 240 (Europa) (en checo) |
| 2001 | Christine Buffle, Grant Doyle, Peter van Hulle, Katarina Giotas, Richard Coxon                                    | Kent Nagano, Orquesta Sinfónica Alemana de Berlín, Coro BBC Singers                                                           | DVD (Video): BBC - Opus Arte OA 0839D (en inglés)                                            |
| 2008 | Elena Tsallagova, Jukka Rasilainen, David Kuebler, Michèle Lagrange, Roland Bracht, Hana (Hanna Esther) Minutillo | Dennis Russell Davies, Orquesta de la Ópera Nacional de París, Coro de la Ópera Nacional de París- Maîtrise des Haut-de-Seine | DVD (Video) - Medici Arts 3078388 (en checo, grabación en vivo)                              |

## Películas
En 2003, la BBC produjo una versión animada.